# Image12
『image12 douze』（イマージュ・ドゥーズ）は、2012年1月25日にソニー・ミュージックジャパンインターナショナル（ソニー・クラシカル）から発売されたニューエイジ・ミュージック『image』シリーズ第12弾コンピレーション・アルバム。規格品番：SICC-20139。ブルースペックCD仕様。

## 収録曲
1. 渡辺俊幸「メインテーマ 明日へ」
  - 作曲・編曲：渡辺俊幸
  - NHK連続テレビ小説『おひさま』メインテーマ
2. イル・ディーヴォ「ユー・レイズ・ミー・アップ」
  - 作曲：ロルフ・ラヴランド
3. 松下奈緒「Together」
  - 作曲：松下奈緒　編曲：岩崎琢
  - 日本テレビ系『ズームイン!!SUPER』『ズームイン!!サタデー』秋のお天気テーマ（2007年）
4. ウェイウェイ・ウー featuring 鳥山雄司&武部聡志「JIN-仁- Main Title（トリオ・ヴァージョン）」
  - 作曲：髙見優　編曲：鳥山雄司
5. 手嶌葵「瑠璃色の地球」
  - 作詞：松本隆　作曲：平井夏美　 編曲：伊藤ゴロー
  - 日本生命「みらいサポート」CMソング 初CD化音源
6. 吉俣良「江〜姫たちの戦国〜（メインテーマ）」
  - 作曲・編曲：吉俣良
  - NHK大河ドラマ『江〜姫たちの戦国〜』テーマ曲
7. ゴンチチ「1967」
  - 作曲・編曲：ゴンチチ
8. 2CELLOS「スムーズ・クリミナル」
  - 作曲：マイケル・ジャクソン
  - 日本テレビ系『ザ!世界仰天ニュース』エンディングテーマ
9. 葉加瀬太郎「情熱大陸2007」
  - 作曲：葉加瀬太郎　編曲：布袋寅泰
  - TBS系『情熱大陸』テーマ曲
10. NAOTO「Prism」
  - 作曲：NAOTO　編曲：松本良喜
  - 日本テレビ系『news every.』お天気コーナーテーマソング
  - BSジャパン『小谷真生子のKANDAN』テーマ曲
11. 羽毛田丈史「學・旅立ち」
  - 作曲・編曲：羽毛田丈史
  - WOWOW開局20周年記念番組 ドラマWスペシャル 倉本聰『學』より
12. 加古隆クァルテット「黄昏のワルツ」
  - 作曲・編曲：加古隆
  - NHK『にんげんドキュメント』テーマ曲
13. 日野皓正「故郷」
  - 作曲：岡野貞一　編曲：日野皓正
  - Panasonic企業CM曲 初CD化音源
14. 森田真奈美「I am（報道ステーションテーマ曲）」
  - 作曲・編曲：森田真奈美
  - テレビ朝日系『報道ステーション』オープニング・テーマ曲
15. 栗コーダーカルテット「小組曲「ピタゴラスイッチ」」
  - 作曲・編曲：栗原正己
  - NHK『ピタゴラスイッチ』BGMより
16. 松谷卓「Music for Karte（Album Version）」
  - 作曲・編曲：松谷卓
  - 映画『神様のカルテ』オリジナル・サウンドトラックより
17. スーザン・ボイル「蛍の光」
  - 編曲：スティーヴ・マック/デイヴ・アーチ
18. 平井真美子「白夜」
  - 作曲・編曲：平井真美子
  - 映画『白夜行』より
19. 加古隆クァルテット「パリは燃えているか」
  - 作曲・編曲：加古隆
  - NHKスペシャル『映像の世紀』テーマ曲
20. 小松亮太「記憶の回廊」
  - 作曲・編曲：小松亮太
  - BS日テレ『手わざ恋々和美巡り〜檀れい 名匠の里紀行〜』挿入曲
21. 宮本笑里「Marina Grande」
  - 作曲：宮本笑里　編曲：松本晃彦
  - 「レンブラント 光の探求/闇の誘惑」展覧会テーマ曲